# Ankh-Meurbork
Ankh-Meurbork (Engels: Ankh-Morpork) is een imaginaire stad op de al even imaginaire Schijfwereld (Discworld). De Schijfwereld is bedacht door de Engelse schrijver Terry Pratchett. De reeks Schijfwereld-boeken bevat inmiddels vierendertig delen waarin Ankh-Meurbork een meer of minder prominente rol speelt. De boeken zijn naar het Nederlands vertaald door Venugopalan Ittekot.
Ankh-Meurbork is een handelsstad en stadstaat, gelegen aan de sterk vervuilde rivier Ankh, en wordt bevolkt door vooral mensen, dwergen (ze heeft de grootste dwergenpopulatie buiten de dwergen-koninkrijken) en trollen. Ankh-Meurbork heeft ongeveer 1,5 miljoen inwoners en is daarmee de grootste stad op de Schijfwereld.
Ooit een koninkrijk, wordt Ankh-Meurbork nu geregeerd door de Patriciër. De huidige Patriciër is Heer Huigen Ottopedi. Patriciër zijn stond altijd garant voor een korte levensverwachting, maar Ottopedi's machtsbasis is er vooral op gebaseerd dat hij de stad zo heeft georganiseerd dat iedereen erop achteruit gaat indien men hem vermoordt.
Naast Heer Ottopedi, bijgestaan door de stadswacht, regelen de verschillende gilden (alchemisten, dieven, moordenaars, naaisters, graveurs, muzikanten, bedelaars, etc.) het dagelijkse reilen en zeilen van de stad. Zonder lidmaatschap van een gilde is het verboden enig beroep uit te oefenen, al zijn er uitzonderingen mogelijk. Verder moeten de Gesloten Universiteit (Engels: Unseen University, de universiteit voor Magie), en 't Donkert (Engels: the Shades), de wijk waar men zich beter niet kan vertonen, worden genoemd.
Enkele beroemde inwoners van Ankh-Meurbork: Rinzwind (tovenaar), Douwe Flinx (commandant van de wacht), Snij 'k-in-eigen-vlees Snikkel (handelaar in van alles en nog wat, maar vooral berucht om zijn "worstjes"), Mustrum Riediekel (Aartskanselier van de universiteit), de bibliothecaris van de universiteitsbibliotheek (naam onbekend, huidige gestalte: een orang-oetan), Biet Yzergitersen (kapitein bij de wacht, plm. 2 meter lang, maar eigenlijk een dwerg), Willem van der Woord (uitgever van de "Ankh-Meurbork Times"). Met deze opsomming wordt aan enkele tientallen andere bewoners onrecht aangedaan.
Het motto onder het wapen van Ankh-Meurbork luidt "Quanti canicula ille in fenestra" (How much is that doggy in the window)